# Grisknorr

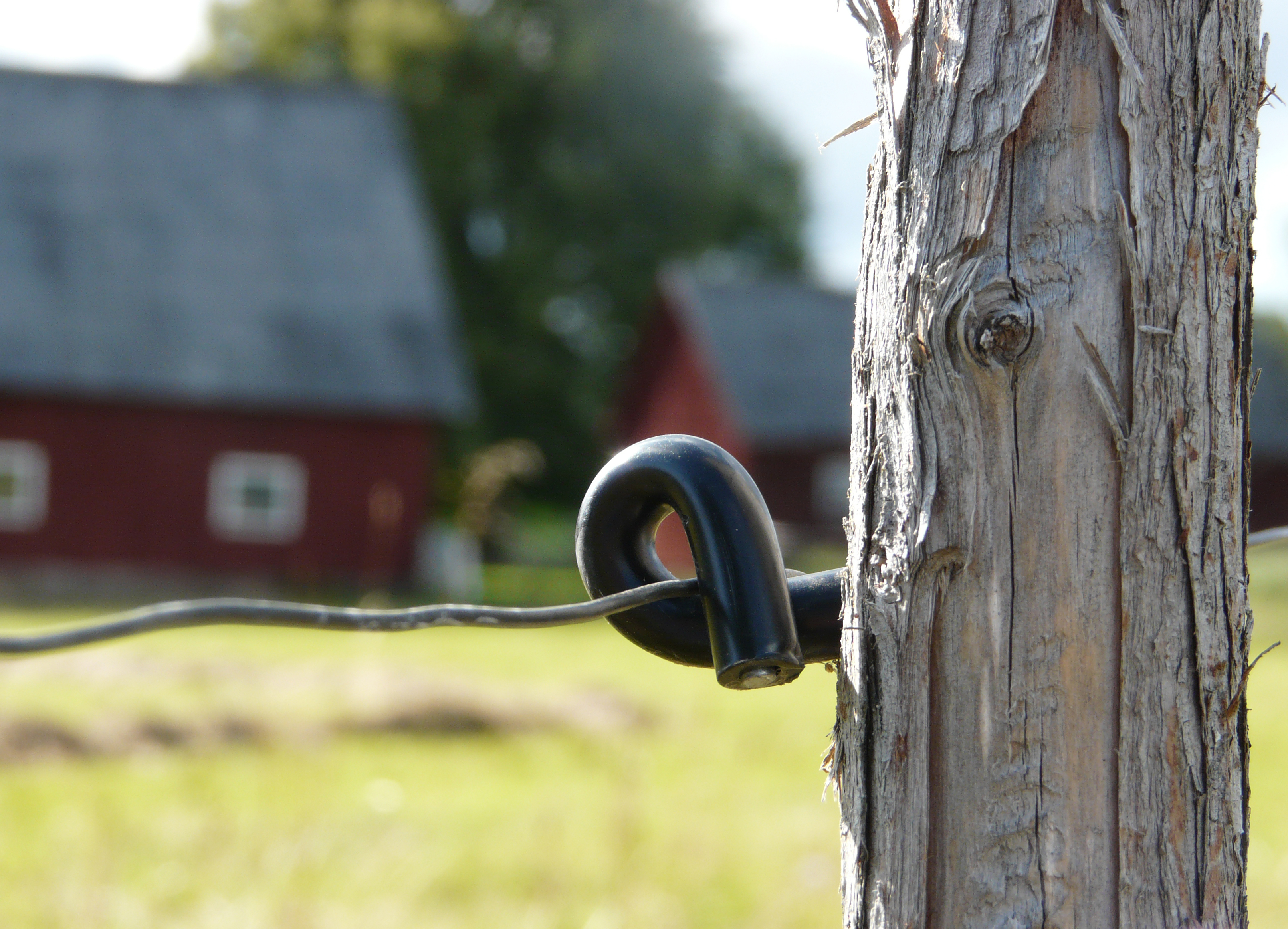

En grisknorr (eller "standard pigtail" som den heter på engelska) är en isolator som används i elstängsel.
Grisknorren skruvas in för hand i trästolparna som en vanlig skruv. Ytterändan har samma form som knorren på en gris, och är belagd med plast. Stängseltråden eller -repet löper sedan igenom grisknorren. Tack vare formen är det lätt att montera i och ur tråden/repet, till exempel när man ska byta ruttna eller trasiga stolpar.
Grisknorrar är den billigaste formen av isolator, och passar där stängslet bara ska hållas uppe från marken. De bör inte användas för att spänna tråden eller användas på ställen som har hög belastning, till exempel i hörnen eller vid grindar. Till nackdelen hör också att skruvgängorna är grunda, vilket gör att de lätt lossnar efter ett par års användning, när stolpen börjar ruttna. De kan också vara svåra att skruva i för hand, på grund av sin oregelbundna form.